# Inge de Bruijn
Inge de Bruijn (Barendrecht, 1973) és una exnedadora neerlandesa, guanyadora de vuit medalles olímpiques.

## Biografia
Va néixer el 24 d'agost de 1973 a la ciutat de Barendrecht, població situada a la província d'Holanda del Sud. És germana del waterpolista Matthijs de Bruijn.

## Carrera esportiva
Especialista en proves de velocitat i en la modalitat de papallona, començà a destacar a principis de la dècada del 1990, aconseguint diferents títols europeus i un bronze en el Campionat del Món de 1991. Va participar, als 18 anys, en els Jocs Olímpics d'Estiu de 1992 celebrats a Barcelona (Catalunya), on va finalitzar cinquena en la prova dels relleus 4x100 metres lliures, vuitena en les proves de 50 m. lliures i relleus 4x100 estils, i novena en els 100 m. papallona. Bronze en l'europeu de 1993 realitzats a Sheffield, va renunciar posteriorment a participar en els Jocs Olímpics d'estiu de 1996 i va decidir retirar-se de la competició activia.
El 1998 retornà a la competició activa amb una nova entrenadora, convertint-se en una de les nedadores més destacades del moment. El 18 de juny del 1999 va batre el rècord mundial dels 50 metres papallona amb un temps de 26.54 segons durant els campionats del seu país. En els Campionats d'Europa d'Istanbul va fer la millor competició de la seva carrera esportiva fins al moment en guanyar dues medalles d'or en 50 metres lliures i 100 m. papallona amb sengles rècords d'Europa, així com una medalla de plata en els 100 metres lliures.
El 2000, però, va aconseguir resultats estratosfèrics. Ja al maig durant una reunió internacional va batre a Mònaco el rècord mundial dels 50 meters papallona (25,83) i l'europeu dels 100 m. papallona (57,96). Però poc després va fer alguna cosa realment sorprenent en batre tres records del món i igualar un quart en el lapse de tres dies. Va fixar nous límits mundials en els 50 m. papallona (24,64), 100 m. papallona (56.69, batent el rècord de Jenny Thompson, i 100 m. lliures (53.80, sent la primera dona a baixar de 54 segons), i va igualar el rècord mundial dels 50 m. lliure (24,51).
En els mesos següents van anar caient més records. El dels 50 m. lliures va ser superat primer a Drachten (24,48) i després a Rio de Janeiro (24,39). Poc després queia de nou el dels 100 m. papallona a Seattle (56,64).
En els Jocs Olímpics d'Estiu de 2000 realitzats a Sydney (Austràlia) va aconseguir guanyar la medalla d'or en els 100 m. papallona (56,61), els 100 m. lliures (53,77) i els 50 m. lliures (24,32), així com una medalla de plata en els relleus 4x100 metres lliures. Els èxits continuaren i en els Campionats del Món de Fukuoka de 2001 aconseguir guanyar tres medalles d'or i en els Campioanats de 2003 realitzats a Barcelona dues medalles més.
La seva última competició important foren els Jocs Olímpics d'Estiu de 2004 realitzats a Atenes (Grècia) on, amb 30 anys, aconseguí guanyar la medalla d'or en la prova dels 50 metres lliures, la medalla de plata en els 100 metres lliures i la medalla de bronze en les proves de relleus 4x100 metres lliures i 100 metres papallona, a més de finalitzar sisena en els relleus 4x100 metres estils.
L'any 2000 i 2001 fou nomenada nedadora de l'any per part de la revista Swimming World Magazine, i millora nedadora europea els anys 1999, 2000 i 2001.